# Teateråret 1950

## Händelser

### Okänt datum
- Hippodromen i Malmö ger sin sista teaterföreställningen Lorden från gränden med Nils Poppe.
- John Zacharias blir chef för Helsingborgs stadsteater efter Lars-Levi Læstadius
- Lars-Levi Læstadius blir chef för Malmö stadsteater
- Upsala Stadsteater inviger sin verksamhey med ett gästspel från Kungliga teatern
- Old Vic tas åter i bruk efter att ha bombats av tyskarna 1941[1]
- Birgit Cullbergs balett Fröken Julie har premiär.  [2]

## Priser och utmärkelser
- Joel Berglund tilldelas Litteris et Artibus

## Årets uppsättningar
- 9 oktober - Världspremiär av Pablo Picassos pjäs Åtrån fångad i svansen i regi av William Jay på den lilla källarteatern The Watergate Theatre i London.

### Okänt datum
- Erik Zetterströms revy Farväl till 40-talet har urpremiär på Södra Teatern i Stockholm Nyårsdagen 1950
- Sverre Bævre och Bias Bernhofts crazykomedi Bare jatt me'n uruppfördes på Edderkoppen Teater i Oslo

## Födda
- 17 juni – Lee Tamahori, nyzeeländsk konstnär, skådespelare, regissör och fotograf.